# Pennsylvania 200 1965
Pennsylvania 200 1965 var ett stockcarlopp ingående i Nascar Grand National Series (nuvarande Nascar Cup Series) som kördes 14 september 1965 på den 0,5 mile (804,672 m) långa ovalbanan Lincoln Speedway i New Oxford i Pennsylvania. Totalt avverkades 100 miles (160,934 km) fördelat på 200 varv. 
Banunderlaget var dirt. Loppet vanns av Dick Hutcherson i en Ford på tiden 1:12.38 körande för Holman Moody. Hutchersons snitthastighet uppgick till 82,607 mph. Han var vid målgång ensam förare på ledarvarvet, åtta varv före tvåan G.C. Spencer. Prispotten uppgick till 4 940 dollar, varav 1 000 dollar gick till segraren.

## Resultat
| Plc     | Nr  | Förare           | Team/ bilägare           | Konstruktör | Start | Varv | Ledda varv |
| ------- | --- | ---------------- | ------------------------ | ----------- | ----- | ---- | ---------- |
| 1       | 29  | Dick Hutcherson  | Holman Moody             | Ford        | 2     | 200  | 122        |
| 2       | 49  | G.C. Spencer     | GC Spencer Racing        | Ford        | 5     | 192  | 0          |
| 3       | 6   | David Pearson    | Owens Racing             | Dodge       | 3     | 190  | 0          |
| 4       | 11  | Ned Jarrett      | Bondy Long               | Ford        | 4     | 190  | 0          |
| 5       | 86  | Buddy Baker      | Buck Baker Racing        | Dodge       | 12    | 189  | 0          |
| 6       | 59  | Tom Pistone      | Glen Sweet               | Ford        | 9     | 188  | 0          |
| 7       | 06  | Cale Yarborough  | Kenny Myler              | Ford        | 7     | 186  | 0          |
| 8       | 62  | Buddy Arrington  | Arrington Racing         | Dodge       | 28    | 178  | 0          |
| 9       | 46  | Roy Mayne        | Tom Hunter               | Chevrolet   | 27    | 177  | 0          |
| 10      | 89  | Neil Castles     | Buck Baker Racing        | Oldsmobile  | 19    | 175  | 0          |
| 11      | 34  | Wendell Scott    | Scott Racing             | Ford        | 21    | 173  | 0          |
| 12      | 52  | E.J. Trivette    | Jess Potter              | Chevrolet   | 26    | 171  | 0          |
| 13      | 97  | Henley Gray      | Gene Cline               | Ford        | 18    | 169  | 0          |
| 14      | 75  | Gene Black       | C.L. Crawford            | Ford        | 20    | 157  | 0          |
| 15      | 35  | Darel Dieringer  | Bub Strickler            | Ford        | 11    | 136  | 0          |
| 16      | 00  | Elmo Langley     | Emory Gilliam            | Ford        | 8     | 119  | 0          |
| 17      | 20  | Clyde Lynn       | Negre Racing             | Ford        | 16    | 107  | 0          |
| 18      | 53  | Jimmy Helms      | David Warren             | Ford        | 15    | 106  | 0          |
| 19      | 43  | Richard Petty    | Petty Enterprises        | Plymouth    | 1     | 101  | 78         |
| 20      | 311 | Al White         | Al White                 | Ford        | 24    | 80   | 0          |
| 21      | 87  | Buck Baker       | Buck Baker Racing        | Chevrolet   | 6     | 76   | 0          |
| 22      | 68  | Bob Derrington   | Bob Derrington           | Ford        | 17    | 75   | 0          |
| 23      | 31  | LeeRoy Yarbrough | Sammy Fogle              | Ford        | 13    | 66   | 0          |
| 24      | 55  | Tiny Lund        | Lyle Stelter             | Ford        | 22    | 61   | 0          |
| 25      | 02  | Daniel Warlick   | Bob Cooper               | Chevrolet   | 14    | 51   | 0          |
| 26      | 18  | Stick Elliott    | Toy Bolton               | Chevrolet   | 10    | 31   | 0          |
| 27      | 9   | Roy Tyner        | Roy Tyner                | Chevrolet   | 23    | 6    | 0          |
| 28      | 64  | Bert Robbins     | Langley-Woodfield Racing | Ford        | 25    | 3    | 0          |
| Källor: |     |                  |                          |             |       |      |            |